# Takeda Shingen

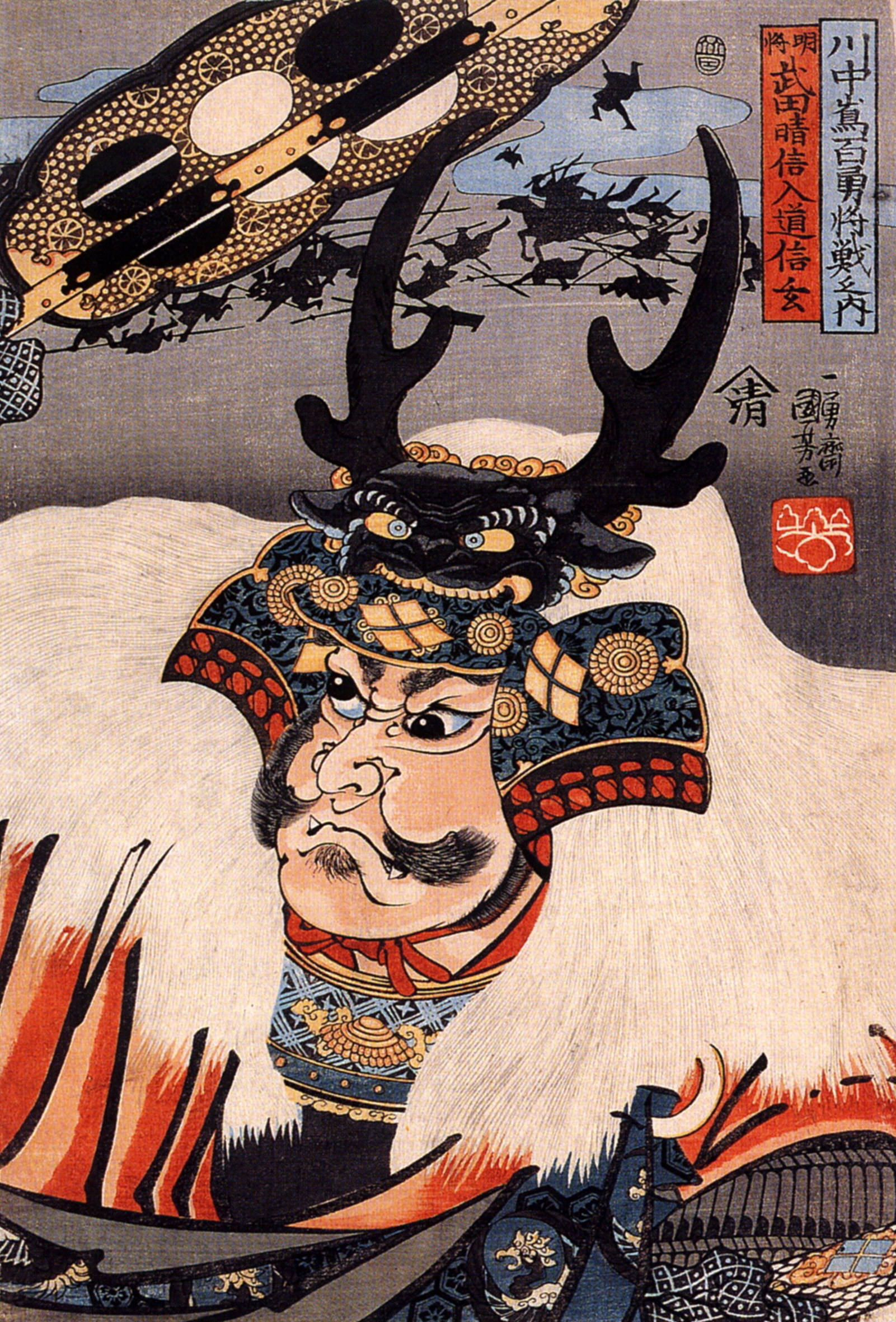
Takeda Shingen door Utagawa Kuniyoshi

Takeda Shingen (Japans: 武田信玄) (Kai, 1 december 1521 – Mikawa, 13 mei 1573) was de daimyo van Kai en een van de machtigste mannen gedurende de Sengoku Jidai periode in de Japanse geschiedenis. Hij leverde vele veldslagen met Uesugi Kenshin, daimyo van Echigo, waaronder de beroemde veldslagen bij Kawanakajima. Shingen was niet alleen een gerenommeerd strateeg, maar stond ook bekend vanwege zijn hervormingen op het gebied van bestuur, landbouw en watermanagement, waarvan het indammen van de rivier Fuji   de bekendste is.

## Shingen's jeugd en machtsovername
Shingen werd geboren als Katsuchiyo, hetgeen "1000 achtereenvolgende overwinningen" betekent. Zijn vader, Takeda Nobutora, stond bekend als een competent maar niet bijzonder geliefd krijgsheer. Toen Shingen 13 jaar oud was werd hij uitgehuwelijkt aan de dochter van Uesugi Tomooki. Het meisje zou het jaar daarop sterven. De shogun, Ashikaga Yoshiharu, gaf Shingen toestemming om 'Haru' tot onderdeel van zijn naam te nemen. Vanaf de ceremonie die het begin van zijn volwassen leven markeerde, zou Shingen bekendstaan als Takeda Harunobu. Hoewel dit een grote eer voor de jonge Shingen en zijn familie betekende, schijnt de relatie tussen vader en zoon slecht te zijn geweest. Nobutora zou van plan zijn geweest om zijn tweede zoon Nobushige tot erfgenaam te maken. In 1541 begon Shingen een opstand tegen Nobutora. Hij werd hierbij geholpen door vele Takeda-vazallen (die Nobutora al geen warm hart toe droegen). Nobutora werd hierop verbannen naar de provincie Suruga. Zijn jongere broer Nobushige zou een trouw vazal van Shingen blijven.

## Verovering van Shinano
Shingens grootste ambitie was de verovering van de provincie Shinano. Het verzet in de provincie was sterk. Shingen slaagde erin om de Suwa-clan grote gebiedsdelen afhandig te maken. Bij Kuwabara wist hij de krijgsheer Suwa Yorishige totaal te verrassen. Deze gaf zich over nadat Shingen hem een vrijgeleide zou hebben beloofd. Op instigatie van Shingens generaal, Itagaki Nobutaka, zouden Yorishige en zijn broer vermoord zijn of tot seppuku gedwongen zijn. Ook de Tozawa- en Takato-clans werden verslagen.
In 1548 wist Shingen de Murakami-clan, onder leiding van Murakami Yoshikiyo, te verslaan bij Uedahara, door de inzet van Chinese haakbussen. Hoewel in de strijd bij Uedahara twee van Shingens beste generaals (Amari Torayasu en Itagaki Nobutaka) gedood werden, wist Shingen in 1552 de Murakami- en Ogasawara-clans uit Shinano te verdrijven. In 1551 nam hij de boeddhistische naam Shingen aan. Ook sloot hij vrede met de Imagawa en Hojo.
Shingen overleed in 1573 terwijl hij het Noda-kasteel belegerde. Historici zijn verdeeld over de doodsoorzaak van Shingen. Sommigen beweren dat hij is gestorven aan de gevolgen van een kogelwond (al dan niet toegebracht door een scherpschutter), maar volgens anderen is Shingen gestorven aan tuberculose. Zijn grootste rivaal, Uesugi Kenshin, zou hebben gehuild toen hij de dood van Shingen vernam.

## Generaals van Takeda Shingen
De vierentwintig generaals van Takeda Shingen zijn:

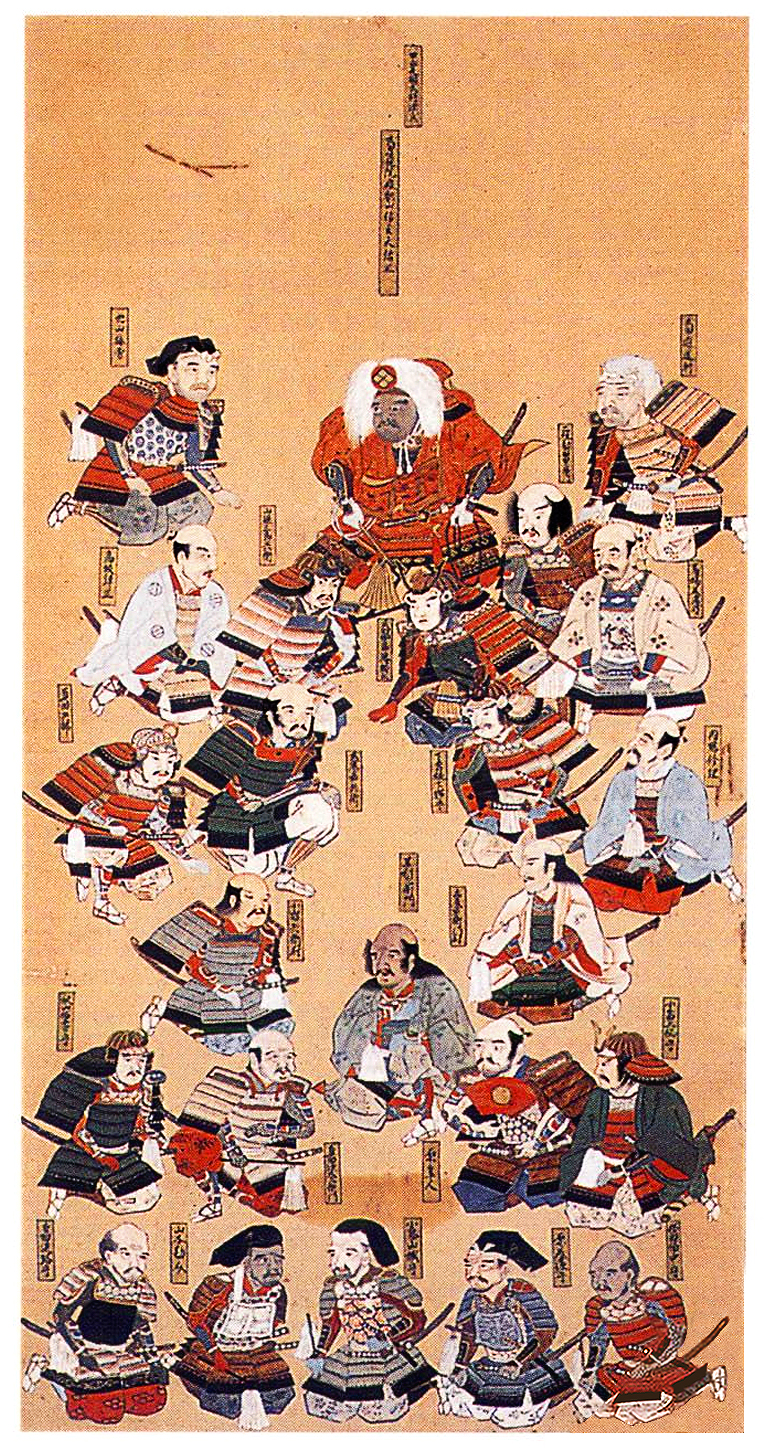
Vierentwintig generaals van Takeda Shingen

- Akiyama Nobutomo
- Amari Torayasu
- Anayama Nobukimi
- Baba Nobuharu
- Hara Masatane
- Hara Toratane
- Ichijo Nobutatsu
- Itagaki Nobutaka
- Kosaka Masanobu
- Naito Masatoyo
- Obata Masamori
- Obata Toramori
- Obu Toramasa
- Oyamada Nobushige
- Saigusa Moritomo
- Sanada Nobutsuna
- Sanada Yukitaka
- Tada Mitsuyori
- Takeda Nobukado
- Takeda Nobushige
- Tsuchiya Masatsugu
- Yamagata Masakage
- Yamamoto Kansuke
- Yokota Takatoshi

## Takeda Shingen in fictie
- Takeda Shingen is een van de personages in de film Kagemusha (1980) van de Japanse filmregisseur Akira Kurosawa. In de film komt hij om het leven door een schot van een scherpschutter, waarna zijn rol als krijgsheer wordt overgenomen door een dubbelganger.
- Takeda Shingen is een speelbaar karakter in het PlayStation 2 spel Samurai Warriors.
- Takeda Shingen komt voor in Total War: Shogun 2 als daimyo van de Takeda clan.
- Het verhaal van het leven van Takeda Shingen (Harunobu) wordt ook verteld in de Japanse dramaserie Furin Kazan.
- Takeda Shingen is een verkrijgbare generaal in het videospel Rise Of Kingdoms